# Jean-Pierre des Ours de Mandajors
Jean-Pierre des Ours de Mandajors, né à Alès le 24 juin 1679, où il est mort le 15 novembre 1747, est un historien et dramaturge français.
Mandajors resta dans sa province jusqu’à l’âge de dix-sept ans. Après y avoir fait des études très précipitées, et par cela même imparfaites, il monta à Paris, où il établit des contacts avec des gens de lettres, par lesquelles il compensa un peu la carence de ses premières études. Ces liaisons furent même utiles à son père, qui avait publié un ouvrage intitulé, Nouvelles Découvertes sur l’ancien état de la Gaule au temps de César. Sentant que cet ouvrage serait exposé à la critique des savants, Mandajors le fils fit ses efforts pour épargner cette contrariété à son père, il y réussit. Les Nouvelles Découvertes furent épargnées, et elles sont restées dans l’oubli.
Reçu à l’Académie des inscriptions en 1712, Mandajors passa le 9 août 1715 au rang d’associé, et le 23 du même mois à celui de vétéran. Les Mémoires qu’il a données sont presque tous sur l’histoire du Languedoc, comme l’Histoire de la Gaule narbonnaise, ouvrage estimé, et plusieurs dissertations dans les mémoires de l’Académie ; la plupart traitent de points de géographie ancienne, tels que la position du camp d’Hannibal le long des bords du Rhône, les limites de la Flandre, de la Gothie, etc.
Mandajors n’était pas de ces savants toujours ensevelis dans la poussière d’un cabinet ; il avait su allier le goût de l’érudition avec l’usage du grand monde qu’il aimait et dont il était aimé. Il laissa un fils qui donnait de grandes espérances, mais qui ne lui a survécu que peu de temps.
Mandajors avait également donné en 1718 Arlequin valet de deux maîtres au Théâtre-Italien et en 1714 l’Impromptu de Nîmes.